# Alcúdia
Alcúdia è un comune spagnolo di 19 071 abitanti situato nella comunità autonoma delle Baleari.
Alcudia è uno dei centri turistici principali dell'isola di Maiorca, possiede una spiaggia di 9 km di lunghezza e la riserva naturale di S'Albufeira, molto popolare per i praticanti del bird-watching, oltre ad un parco acquatico. Dista 40 minuti dall'aeroporto della capitale Palma di Maiorca. Dal porto di Alcúdia salpano ogni giorno i traghetti di collegamento con Barcellona, Minorca e Valencia.

## Storia
L'area nella quale è situata Alcudia è stata abitata fin dall'età del bronzo, ma solamente con l'arrivo dei romani la città è entrata realmente nella storia. Infatti furono proprio i romani a utilizzare le spiagge della baia di Alcudia a scopo militare attorno al 123 a.C. e poco dopo venne fondata la capitale Palma e susseguente la città di Pollentia. Proprio da questa città era possibile vedere sia la baia di Pollenca che la baia di Alcúdia. Pollentia venne utilizzata come posto di guardia per tenere sotto controllo gli invasori.
Dopo che Roma perse i suoi domini nel Mediterraneo occidentale, Pollentia venne attaccata ripetutamente dei pirati e dai Vandali. Da quel momento in poi il villaggio perse la sua popolazione e si spostò in un luogo più sicuro che prese il nome di Pollenca.
Dopo l'invasione dei Mori venne creata una casa colonica molto vicino al villaggio di Pollentia. La fattoria venne chiamata Alcúdia che in arabo significa “sulla collina.” Nel 1229 i Mori vennero sconfitti dal re Jaume I di Aragona. Nel 1298 il re fondò la nuova città, costruendo una chiesa, un cimitero, una casa per il prete e una piazza. Nel 1362 iniziarono i lavori per la costruzione delle mura. Il piano urbanistico attuale della città è il medesimo che Alcúdia aveva al tempo.
Durante il XVI secolo ci furono molti attacchi dei pirati. La popolazione diminuì e ci fu il rischio che la città restasse totalmente vuota. Nel 1779 si cercò di aiutare la città costruendo un porto e questo aiutò in modo fondamentale l'economia del luogo e la città si salvò, rimanendo in ogni caso una piccola città di provincia.

### Alcúdia al giorno d'oggi
Negli anni '20 iniziò la prima ondata turistica nell'isola con le visite a Mallorca e Alcúdia. Si trattava di turismo su piccola scala, ma dopo 15 anni il vecchio Puerto de Alcúdia (porto) venne sviluppato e si trasformò in uno dei resort più importanti livello europeo. 
Negli anni '90 il boom della costruzione fece sviluppare la città in modo incredibile: divenne un luogo ideale per i turisti alla ricerca di rilassamento e attività estive. Venne costruito un campo da golf e dei percorsi escursionisti e per la bicicletta. La città vecchia è stata preservata e resa pedonale ed ogni domenica e martedì si svolge un mercato tipico, molto frequentato. 
Attualmente è uno dei villaggi più visitati dai turisti a Mallorca.

## Monumenti

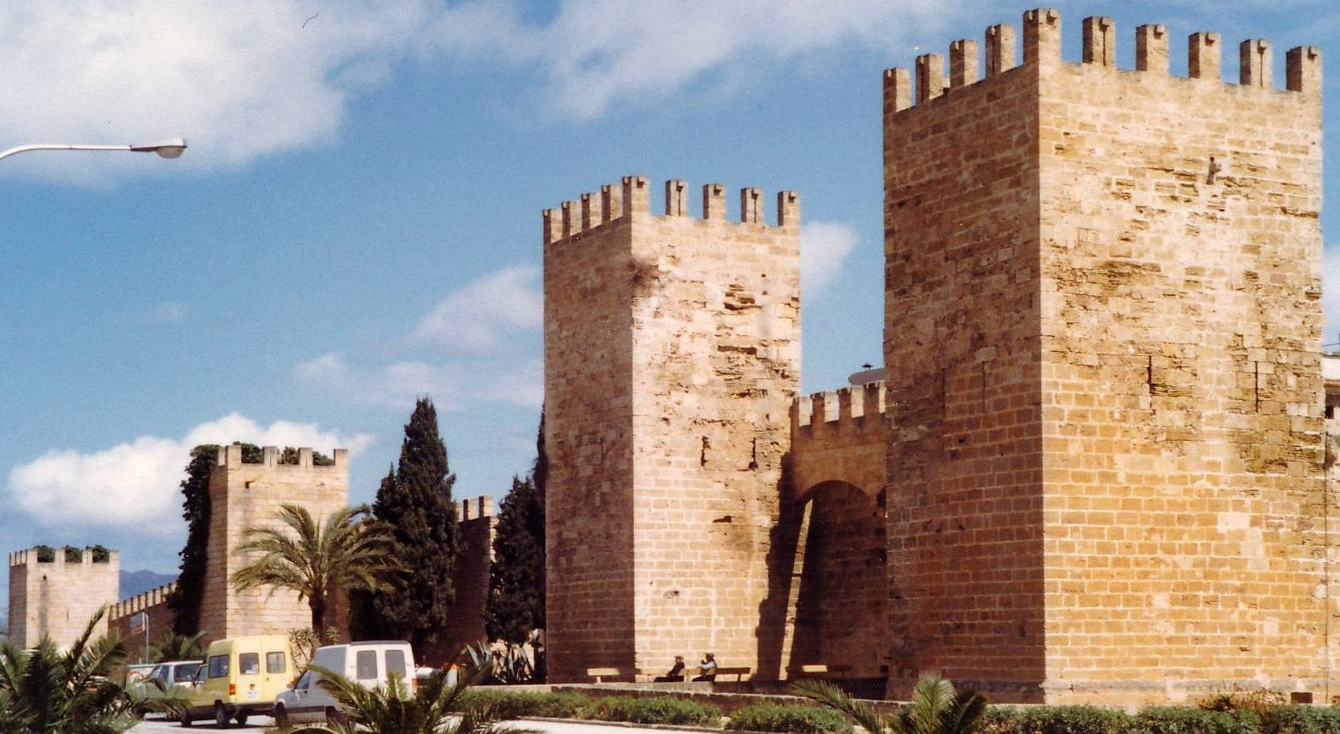
Le mura cittadine con torri.

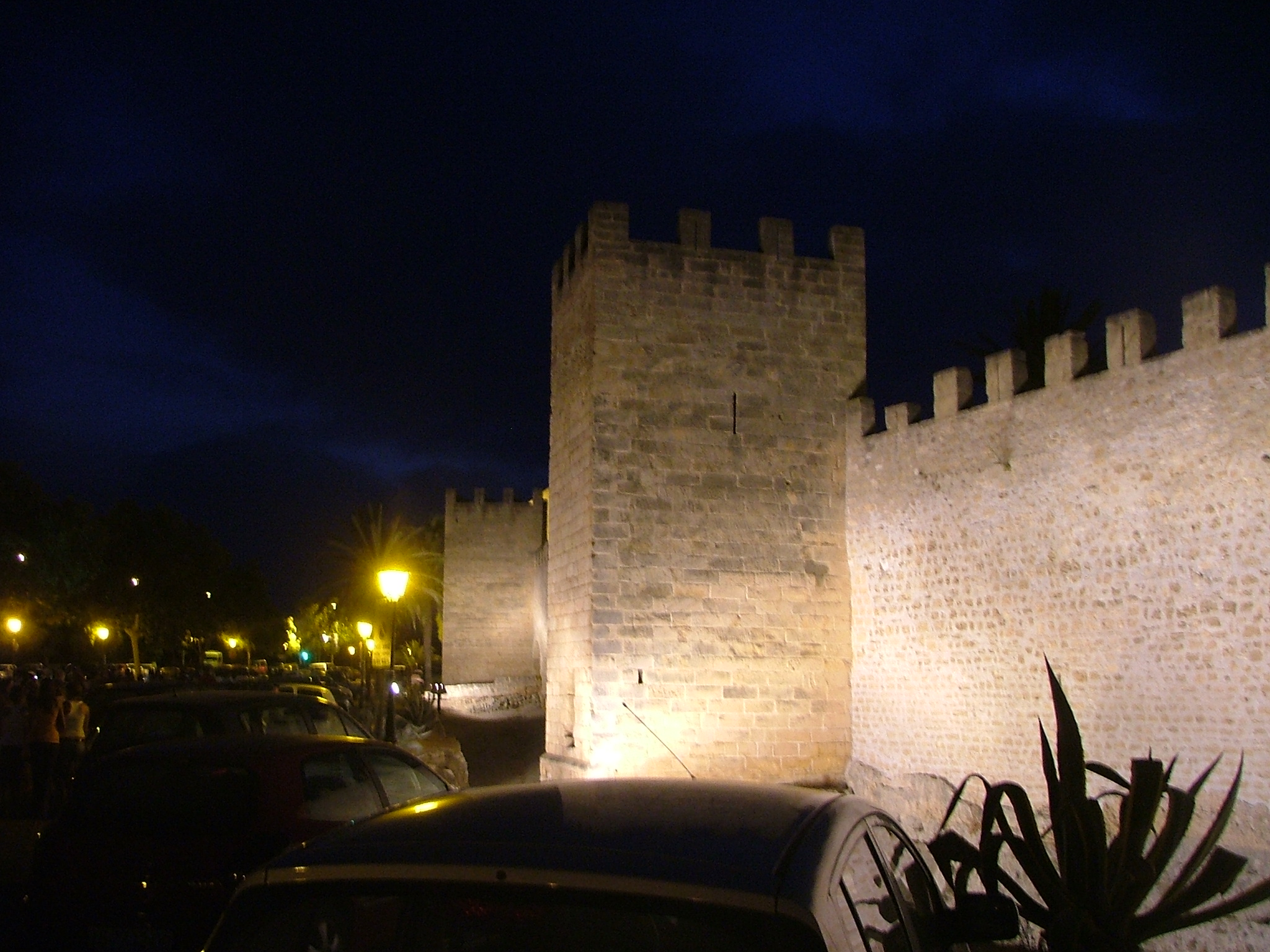
Le mura cittadine di notte.

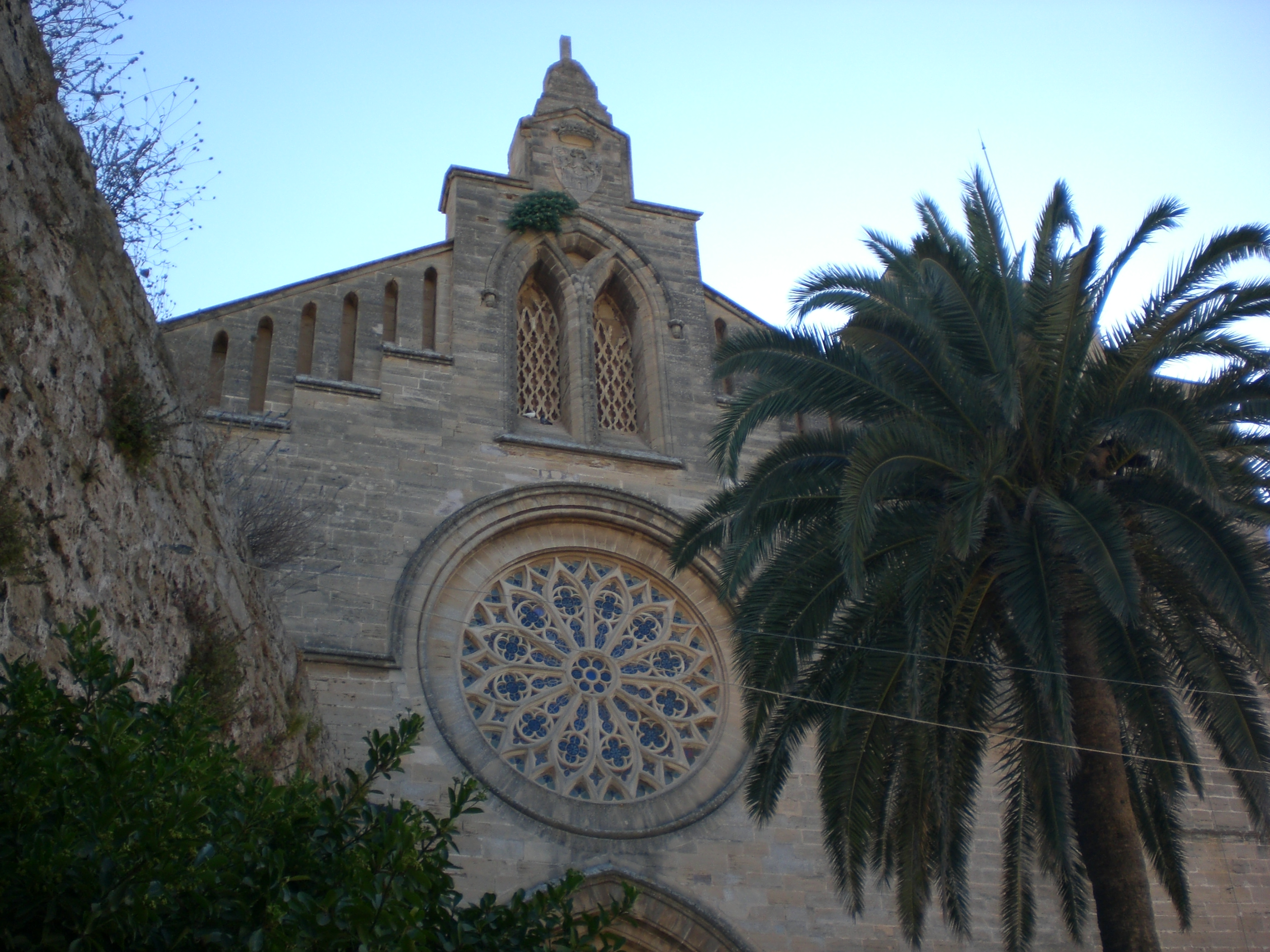
La chiesa cittadina.

- Siti archeologici della città romana di Pollentia ("La Portella", Foro, Teatro)
- Mura cittadine: costruite dal re di Maiorca Giacomo II nel XIV secolo. Di pianta quadrangolare, con un perimetro di 1,5 km e 26 torri. Nel 1974 fu dichiarata monumento storico e artistico insieme ai resti archeologici di Pollentia. Vi si aprono la porta di Maiorca o di San Sebastiano e la porta del Moll o di Xara. Nel XVI secolo fu costruita una seconda cinta muraria con bastioni, con pianta a stella, che circondava le mura più antiche lasciando un passaggio per il cammino di ronda: si conserva solo il baluardo di San Ferrante, al cui interno fu costruita l'arena dedicata alla corrida. In queste mura si aprivano tre porte, tra cui la minore, la porta di Villa Roja, era servita da un ponte in pietra ancora conservato.
- Oratorio di Sant'Anna: opera di Diego Espanyol del XIII secolo.
- Casa di Can Fondo: esempio di residenza rinascimentale che ospita gli Archivi storici e una sala di esposizione.
- Casa di Can Torró: antica residenza, restaurata per ospitare dal 1990 l'omonima biblioteca.
- Chiesa di San Giacomo: in origine appoggiata all'interno delle mura, fu totalmente ricostruita in stile neogotico nel 1870. Conserva l'immagine del Sant Crist del XV secolo, alla quale si attribuisce un episodio miracoloso del 1507.
- "La Sala", municipio con torre dell'orologio e scala di accesso al portale centrale, costruito in stile neobarocco nel 1929.
- Auditorio di Alcúdia, opera contemporanea in vetro, cemento, legno e acciaio inossidabile, inaugurato nel 2000.

### Dintorni
- Eremo della Vittoria: cappella barocca del 1679 a navata unica. Conserva l'immagine quattrocentesca della Madre di Dio della Vittoria
- Grotta di San Martino: cappelle scavate nella roccia nel XIII e XIV secolo e dedicate a San Martino e a San Giorgio.
- Parco naturale di s'Albufera

### Musei
- Museo monografico di Pollentia: ospitato in un ospedale trecentesco, conserva i ritrovamenti del sito archeologico (ceramiche, vetri, gioielli, tre sculture in marmo provenienti dal foro e la testa in bronzo proveniente da una delle domus di "La Portella").
- Fondazione Yannick e Ben Jakober: situato a circa 6 km dalla città, sulla strada del Colle Baix, ospita collezioni di diverso genere: ritratti reali europei dal XVI al XIX secolo, l'ala "Karlweis" e lo spazio "Sokrates" dedicati all'arte contemporanea, un parco "Zoo" con sculture moderne di animali e la "stele del Sole" e un giardino di rose.

## Galleria d'immagini

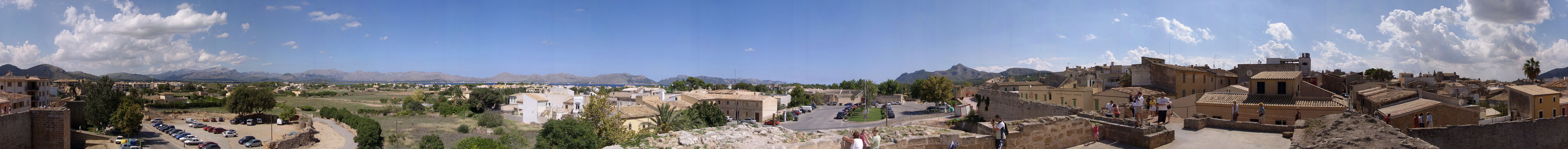
Panoramica 360° dalla muraglia
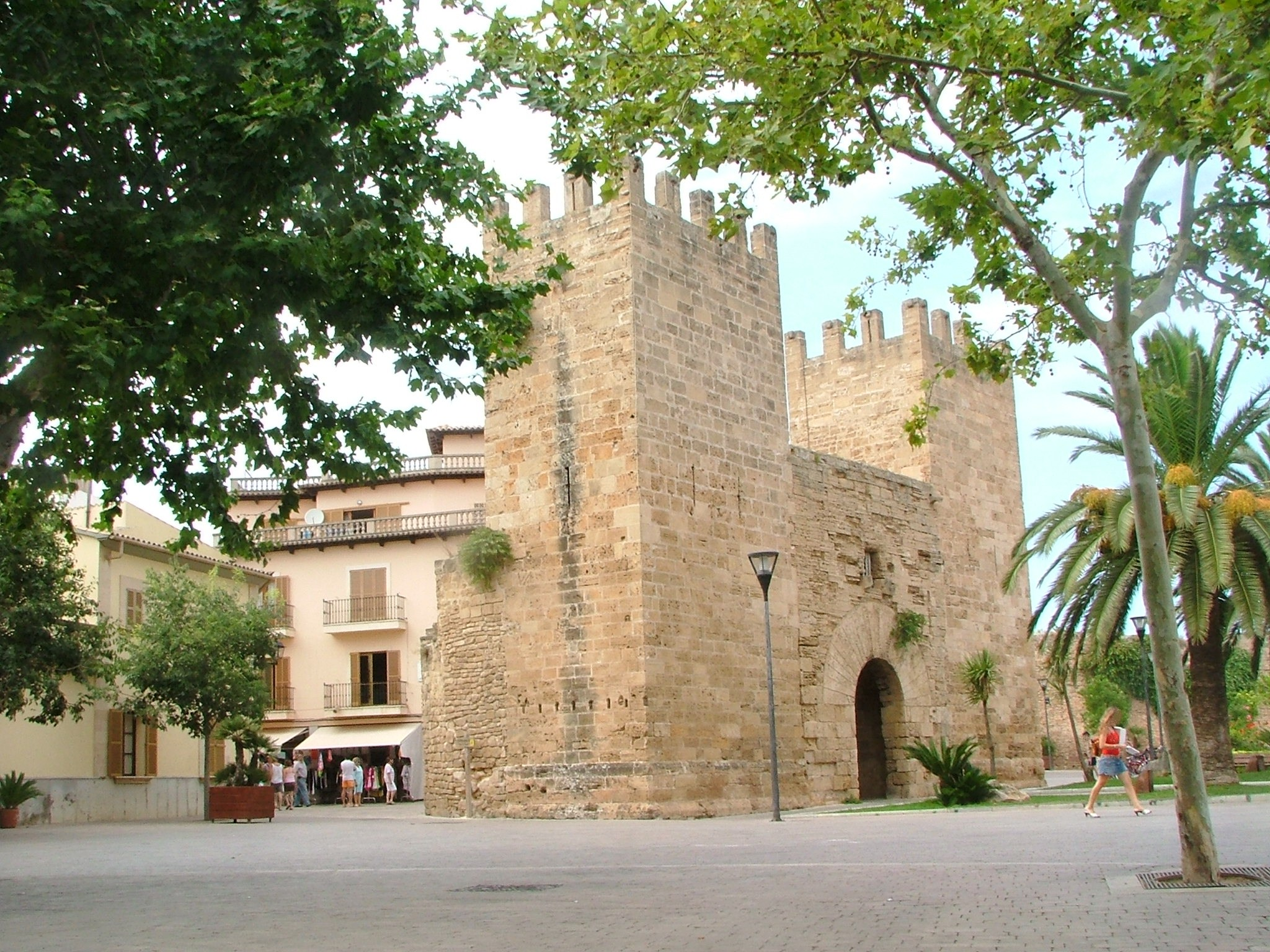
Porta del Moll
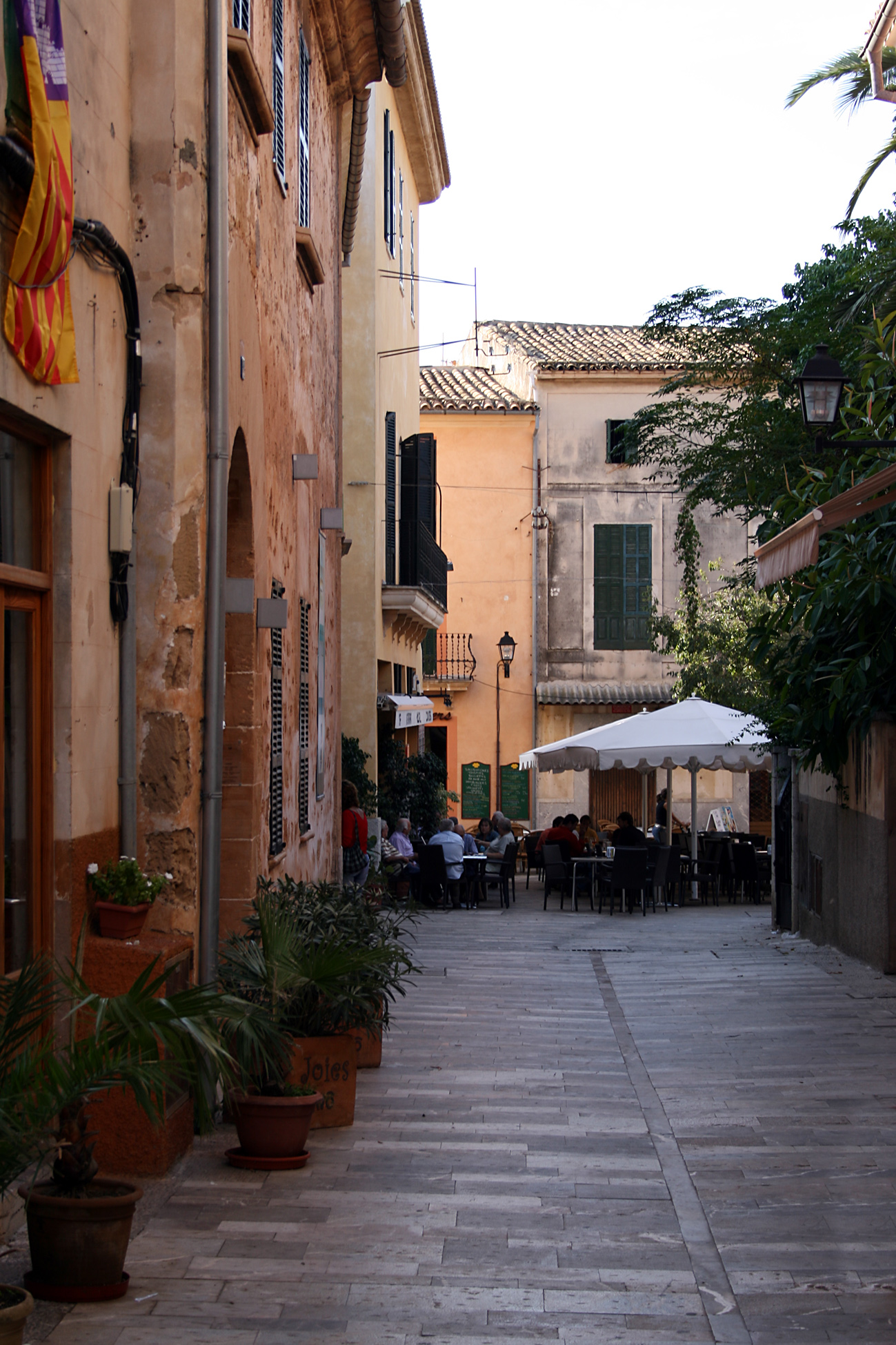
Una calle della cittadina
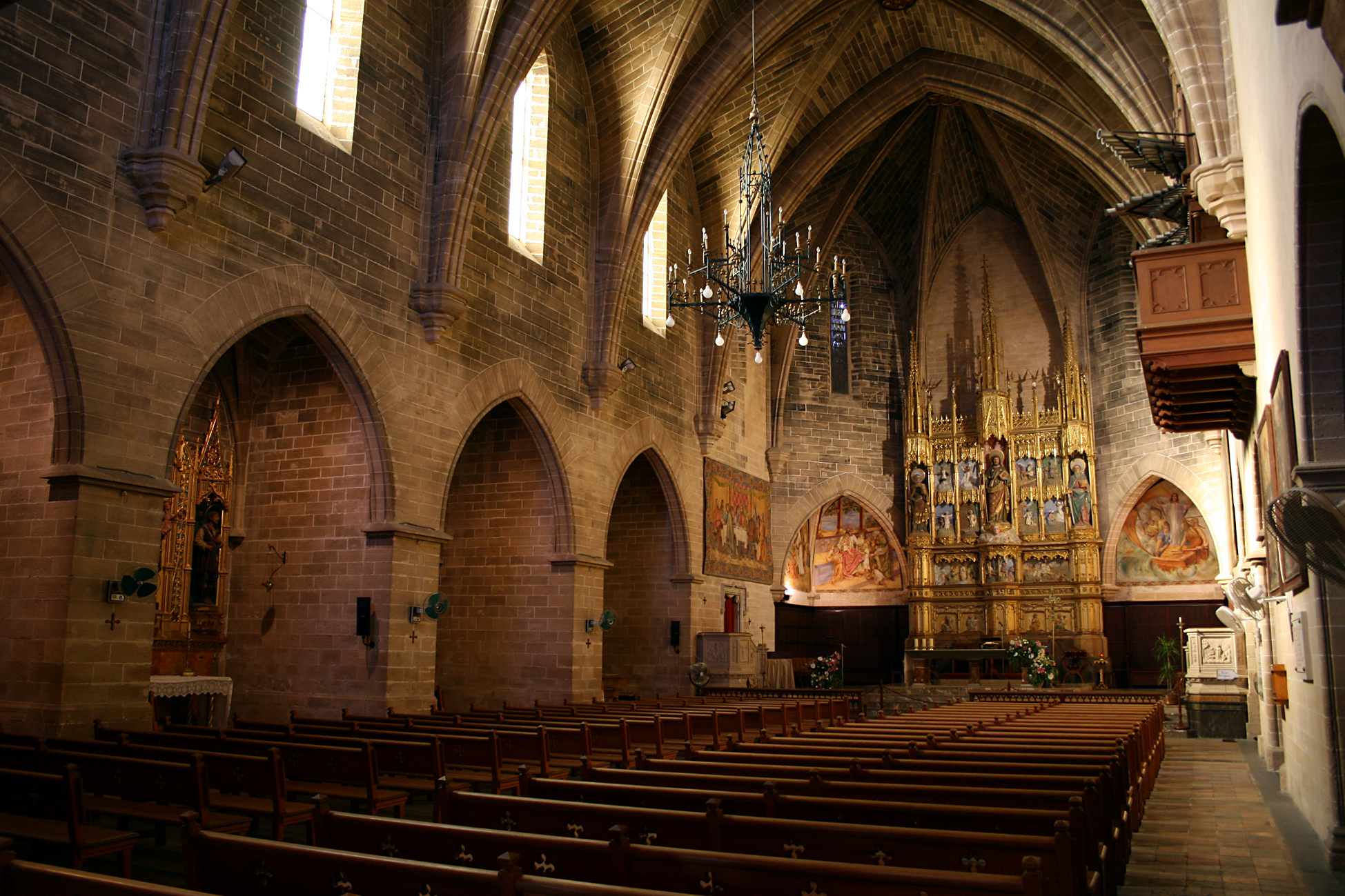
Chiesa della cittadina
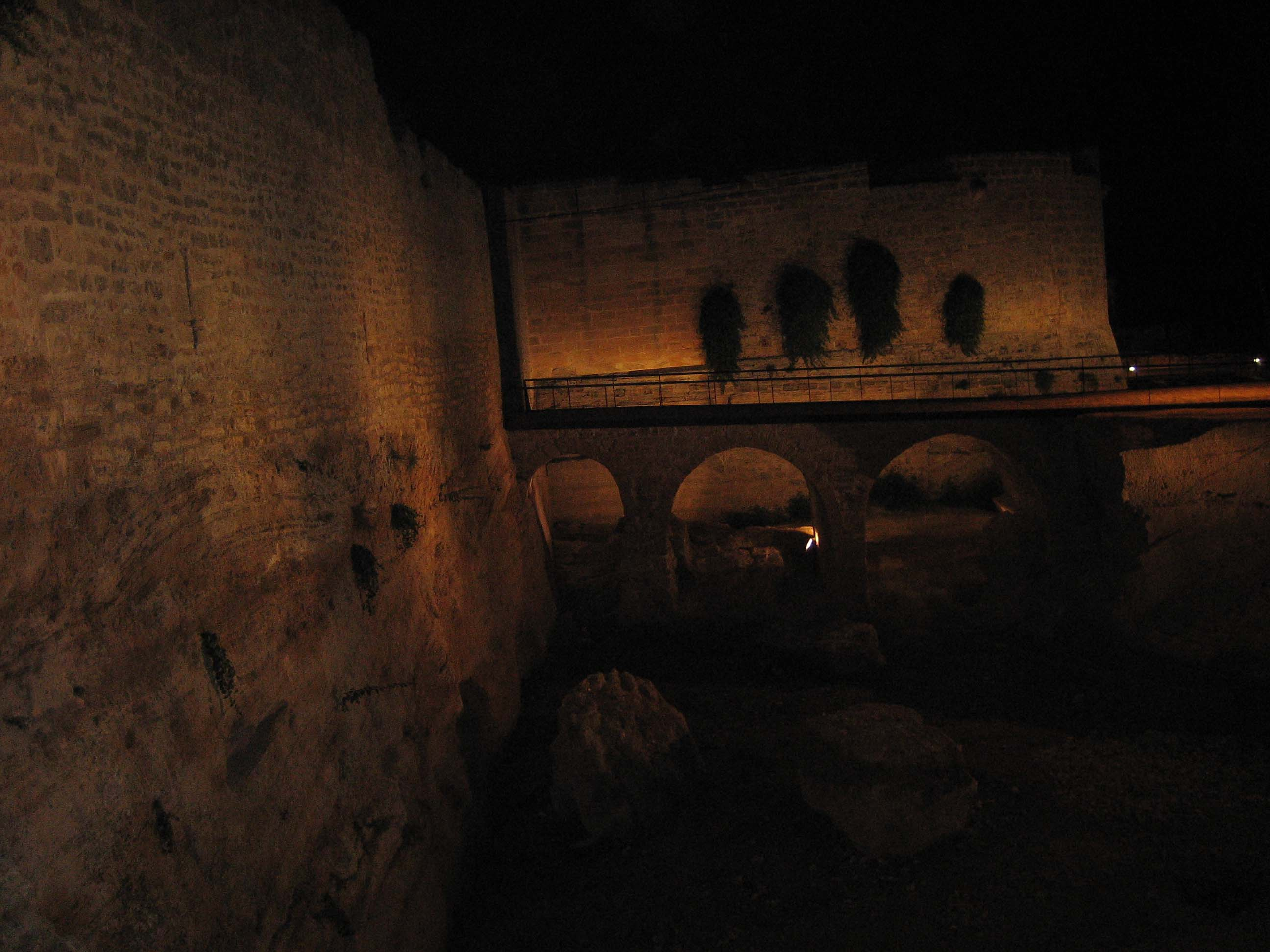
Le mura cittadine
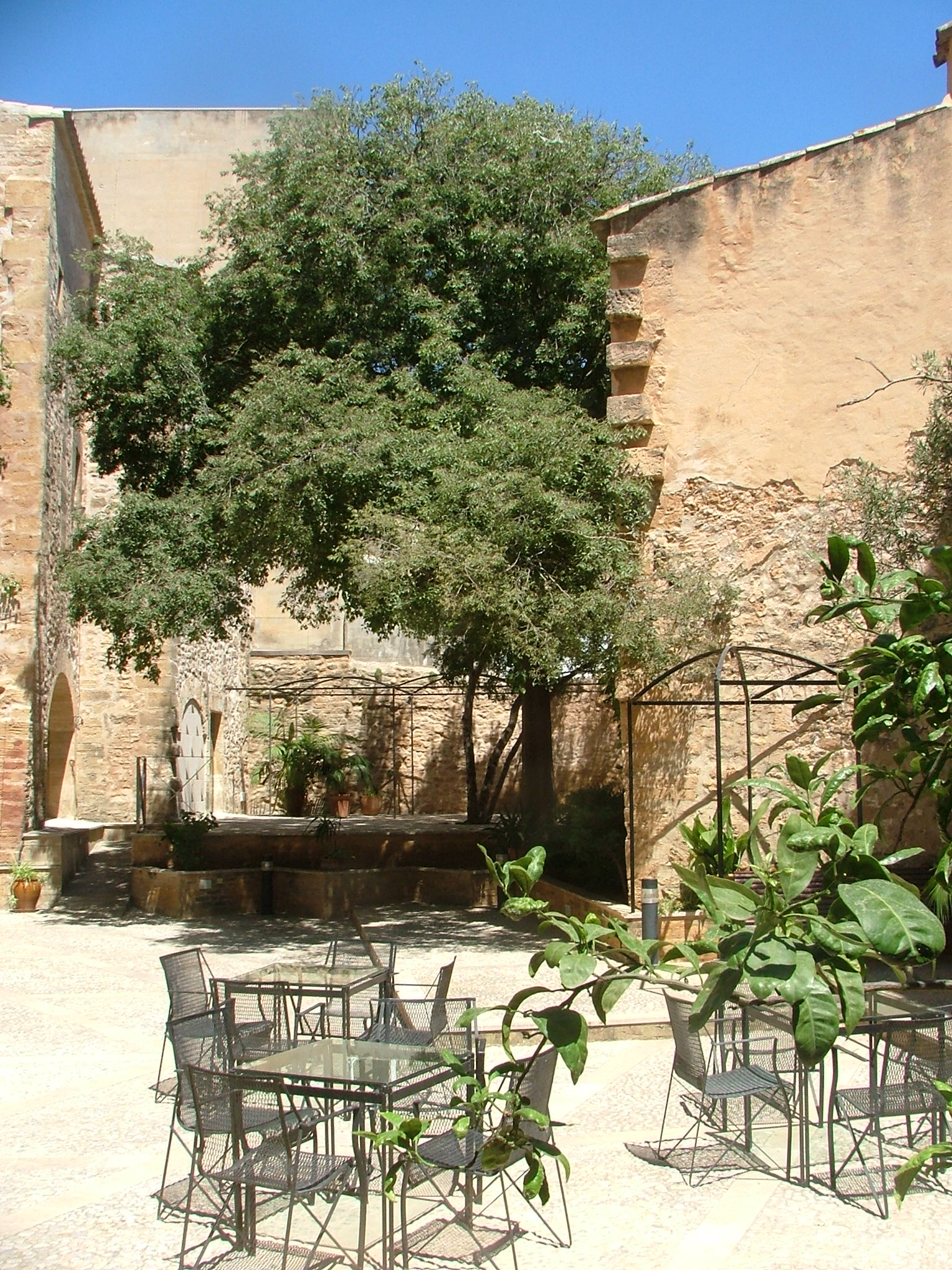
Patio della Biblioteca Can Torrò
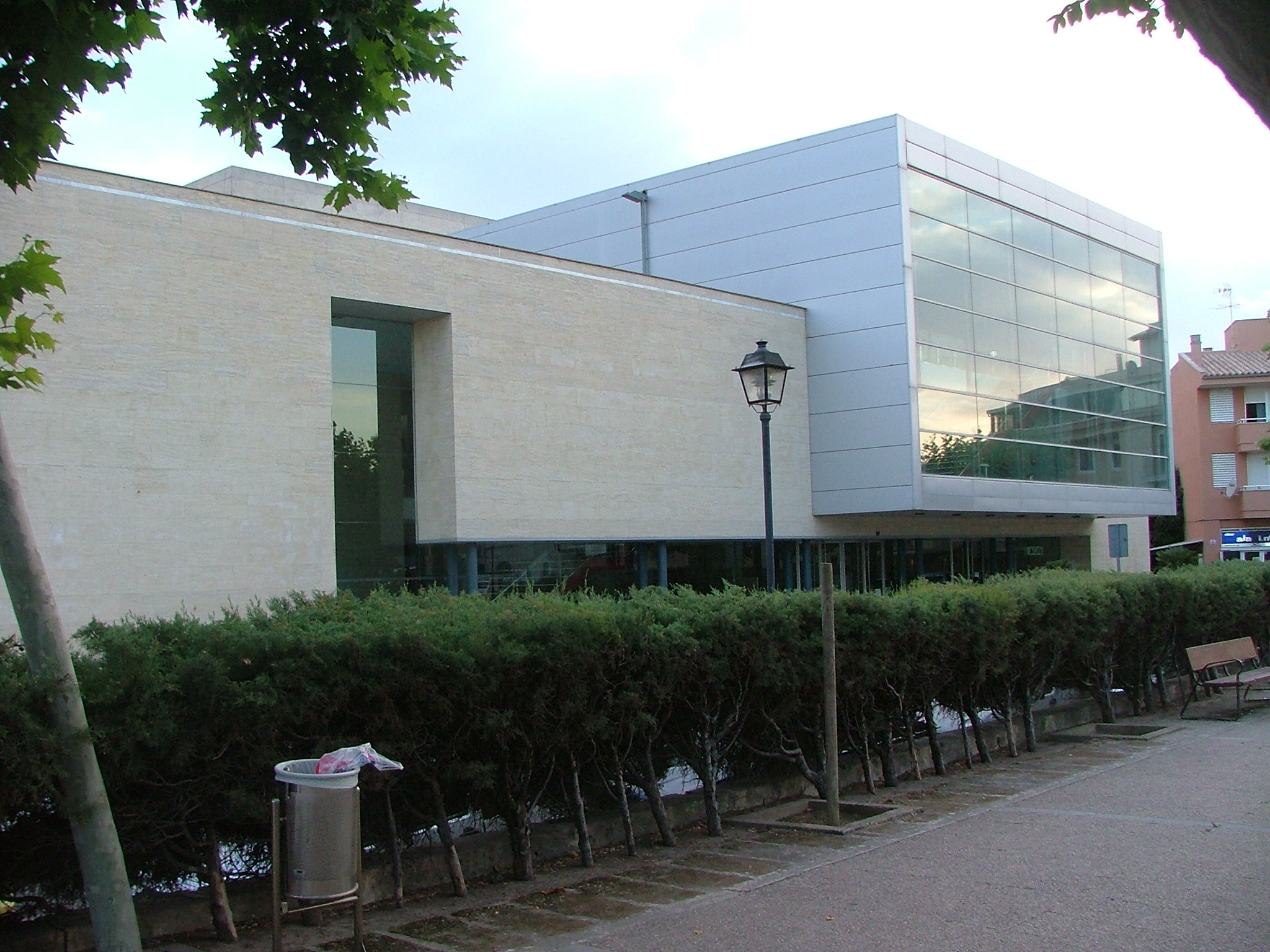
Auditorio di Alcudia
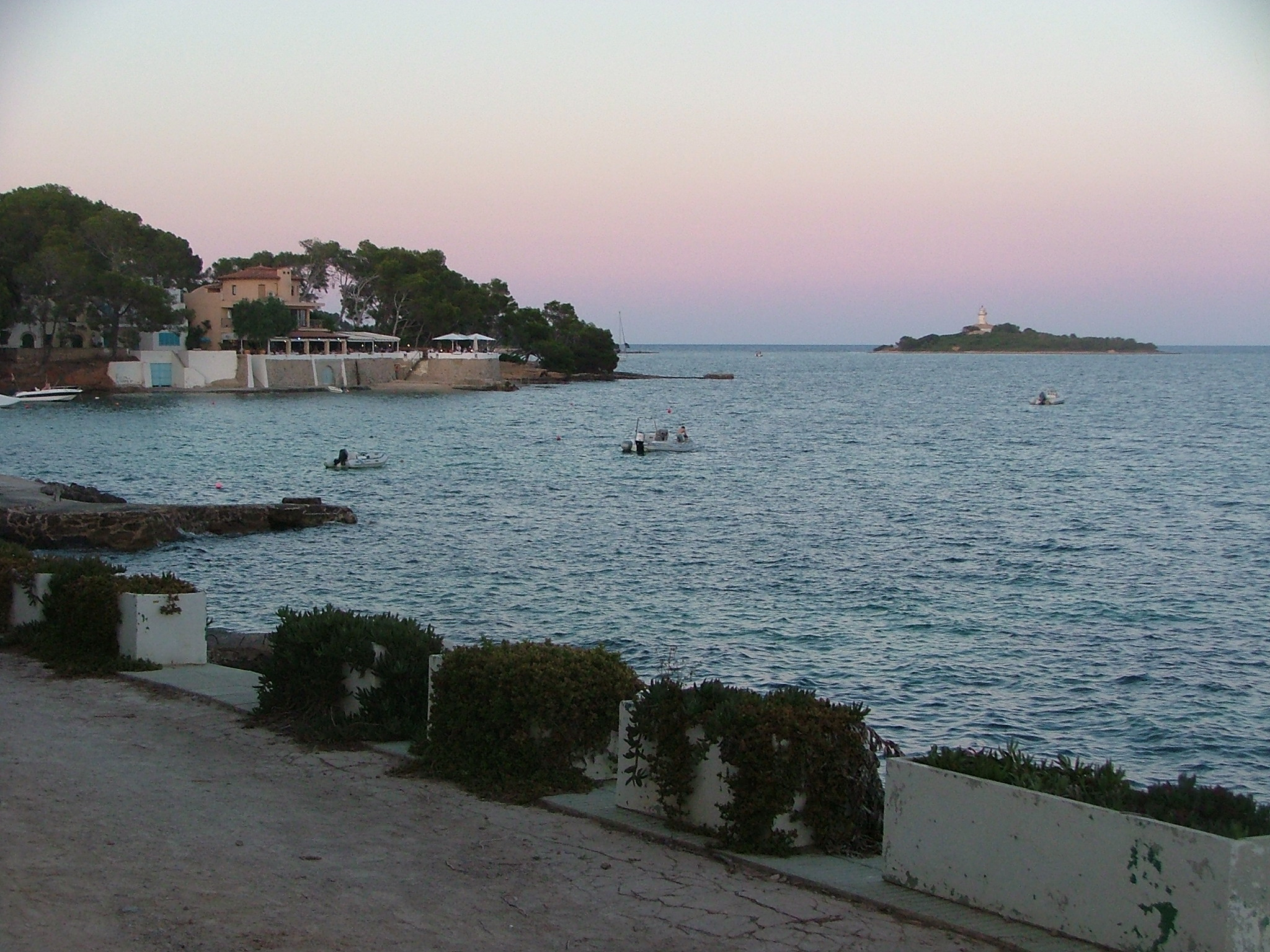
Tramonto ad Alcanada
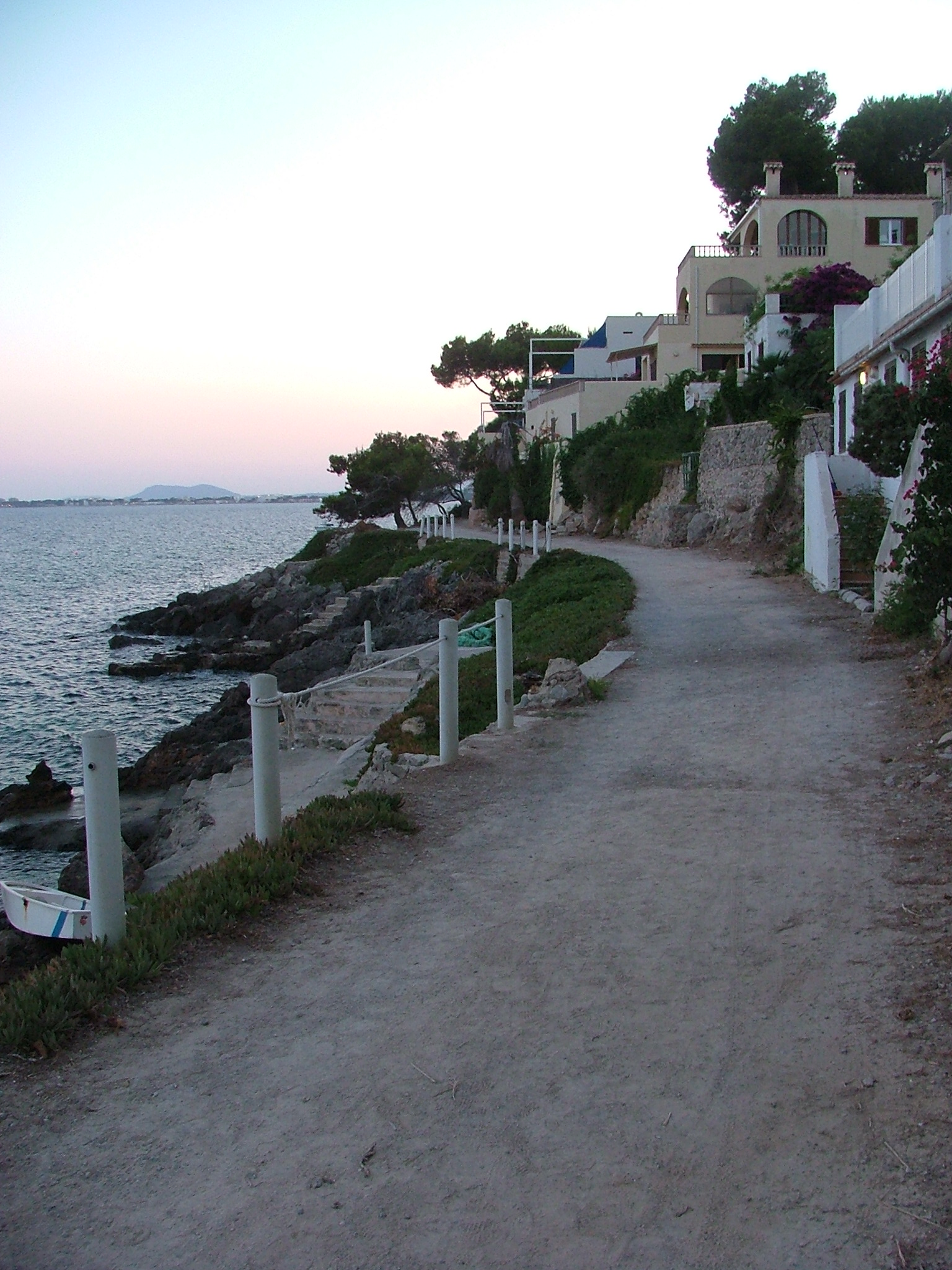
Costa di Alcanada
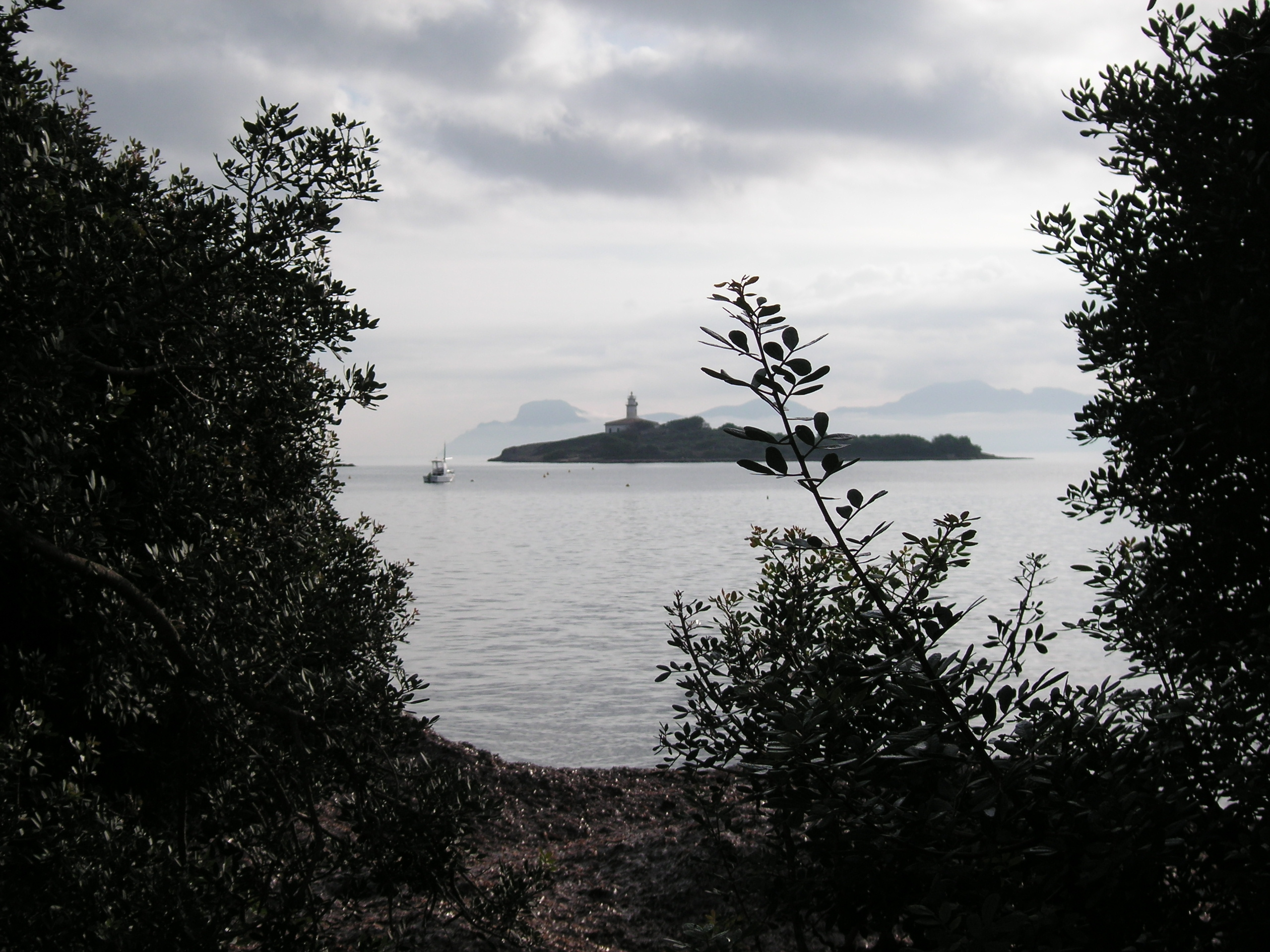
Isolotto di Alcanada